# Alexander Ferenczy
Pour les articles homonymes, voir Ferenczy.
Alexander Ferenczy, nom d'artiste de Sándor Ferenczy (né le 16 juillet 1895 à Budapest, mort le 4 mars 1931 à Berlin) est un architecte et chef décorateur hongrois, ayant fait carrière en Allemagne et en Autriche.

## Biographie
Il est élève de l'école des arts appliqués de Budapest et étudie aussi les arts à Vienne. Peu de temps après, il devient scénographe et, peu après la fin de la Première Guerre mondiale, chef décorateur pour le cinéma hongrois. Après quelques décorations pour des films du réalisateur Márton Garas (hu), Ferenczy se rend à Vienne en 1921, où il participe à plusieurs productions historiques et monumentales élaborées également réalisées par des réalisateurs d'origine hongroise. En 1926, Alexander Ferenczy s'installe à Berlin pour poursuivre sa carrière en tant qu'associé d'André Andrejew. Il travaille ensuite avec le Viennois Ferdinand Bellan (de).[réf. nécessaire]
À la fin des années 1920, Alexander Ferenczy conçoit les plans la Villa Kenwin qui sera par Hermann Henselmann à La Tour-de-Peilz, en Suisse, dans le style Bauhaus pour la poétesse britannique Bryher.
Le 4 mars 1931, la voiture que conduit Ferenczy percute un arbre à Berlin-Nikolassee sur la route verglacée vers Babelsberg. Son conducteur meurt peu de temps après des suites de ses blessures à la poitrine et à la tête au sanatorium de Berlin-Ouest. Son passager Ferdinand Bellan est aussi blessé.[réf. nécessaire]

## Filmographie
- 1920 : Végszó
- 1920 : A 111-es d'Alexander Korda
- 1920 : A sárga árnyék
- 1920 : A lélekidomár
- 1920 : Névtelen vár
- 1921 : Júdás fiai
- 1922 : Die Tragödie eines verschollenen Fürstensohnes d'Alexander Korda
- 1922 : Samson und Delila d'Alexander Korda
- 1922 : Herren der Meere d'Alexander Korda
- 1923 : L'Image de Jacques Feyder
- 1924 : Lord Spleen
- 1924 : Hôtel Potemkine de Max Neufeld
- 1924 : Le Roi du cirque d'Édouard-Émile Violet et Max Linder
- 1926 : Die lachende Grille de Friedrich Zelnik
- 1926 : Die Königin von Moulin Rouge de Robert Wiene
- 1927 : Sandor, Prince vagabond
- 1927 : Rapa Nui (de)
- 1927 : Rien ne va plus (de)
- 1927 : Der Anwalt des Herzens
- 1928 : Flucht aus der Hölle
- 1928 : Casanovas Erbe (de)
- 1928 : Leontines Ehemänner
- 1928 : Pirates modernes (de)
- 1928 : Unfug der Liebe
- 1928 : Flammes de Max Reichmann
- 1929 : Cagliostro de Richard Oswald
- 1929 : Meine Schwester und ich (de)
- 1931 : Schachmatt
- 1931 : Hilfe! Überfall!